# Pšenična Polica
Pšenična Polica je vas v Občini Cerklje na Gorenjskem. Nahaja se na Cerkljanskem polju ob vznožju Krvavca, v neposredni bližini Cerkelj, med drugim meji tudi na vasi Zgornji Brnik in Poženik. Pšenično Polico obkrožajo večje obdelovalne površine, prebivalci so se v preteklosti pretežno ukvarjali s poljedelstvom. Tu se je leta 1902 rodil dramatik Joža Vombergar.